# Ardahan (district)
Ardahan is een Turks district in de provincie Ardahan en telt 40.828 inwoners (2007). Het district heeft een oppervlakte van 1191,4 km². Hoofdplaats is Ardahan.
De bevolkingsontwikkeling van het district is weergegeven in onderstaande tabel.
| 1997   | 2000   | 2007   | 2016   |
| ------ | ------ | ------ | ------ |
| 44.118 | 44.794 | 40.828 | 41.939 |

In 2015 woonden ongeveer 19.800 mensen in de hoofdplaats Ardahan en 21.600 in een van de nabijgelegen 62 dorpen.